# Kotzenbüll
Kotzenbüll är en kommun och ort i Kreis Nordfriesland i förbundslandet Schleswig-Holstein i Tyskland.
Kommunen ingår i kommunalförbundet Amt Eiderstedt tillsammans med ytterligare 15 kommuner.